# Habayia
Habayia es un género extinto de cinodonte traversodóntido que vivió durante el Triásico Superior en Bélgica. Fue identificado a partir de un único diente postcanino hallado en Habay-la-Vieille en el sur de Bélgica. Basándose en el tamaño de este diente, Habayia era muy pequeño. Habayia vivió durante la época del Rhaetiense del Triásico en una época en la que el occidente de Europa era un archipiélago debido a los altos niveles del mar. El tamaño reducido de Habayia podría ser resultado de enanismo insular.